# Матвєєва Лариса Віталіївна
Лариса Віталіївна Матвєєва (9 травня 1969, Миколаїв, Українська РСР) — українська російськомовна поетеса, новеліст, драматург, перекладач. Членкиня Національної спілки письменників України з 1998 року.

## Біографія
У 1992 році закінчила факультет історії і права Миколаївського державного педагогічного інституту (нині — Миколаївський національний університет імені В. О. Сухомлинського) З 1993 року працює на Миколаївському суднобудівному заводі ДК «Укроборонпром» у відділі комп'ютеризації й інформаційних систем управління, з 2007 року — заступник начальника відділу.
Пише вірші з юності. Займалася в літературній студії «Борвій» при Миколаївському обласному будинку художньої творчості, якою керував Дмитро Кремінь. Перша публікація вийшла в Миколаївській обласній молодіжній газеті «Ленінське плем'я» у 1990 р. Пише російською мовою. Чудово володіє поетичними формами. У 1994 р. вийшла перша книга віршів «Мотив долі» («Мотив судьбы»). У 1995 року стала дипломатом конкурсу молодих літераторів «Золота арфа». Ларисі Матвєєвій під силу також різні літературні жанри — поезія, проза, есе, переклад, драматична поема, тексти пісень. Українськими композиторами написано більше тридцяти пісень на її вірші.
Є членом редакційної ради міжнародного Інтернет-журналу «Миколаїв літературний» («Николаев литературный»).
У творчому доробку велика кількість публікацій в місцевій і республіканській пресі. За вагомий внесок у духовний і культурний розвиток Миколаївщини і української культури і літератури відзначена багатьма нагородами.
"Пожалуй, нет диагноза вернее

В анналах медицинской чепухи:

Чем хуже сердцу, чем душе больнее,

Тем лучше получаются стихи!"
  (Лариса Матвєєва, з книги поезій "Душа")

## Книги
Поезія:
- «Мотив судьбы» (Николаев: «Юпитер», 1994)[12]
- «Осколки» (Одесса: «Тира», 1996)[13]
- «Полнолуние» (Киев: «Радуга», 2000)[14]
- «Душа» (Николаев, ЧП «Гудым», 2016)[15]
- «Мозаика стихов» (Николаев, «ФЛП Швец В. М.», 2018)[16]
- «Пусть Николай Святой его хранит» (Николаев, «ФЛП Швец В. М.», 2020)[17]

П'єси:
- «Светлейший» — драматична поема (Николаев: «ОАСУП», 1996)[18]

Повісті:
- «Непозволительная роскошь» (Николаев: ЧП «Волошин»; 2002)[19]

## Переклади
Лариса Матвєєва переклала російською мовою поезії:
- Валерія Бойченко
- Володимира Сосюри
- Світлани Іщенко
- Омара Хаяма

## Нагороди
- Диплом конкурсу молодих літераторів «Золота арфа» (1995)
- Диплом 3-го фестивалю народної творчості «Дружба» за текст гімну Ради національних громад і внесок у розвиток та зміцнення дружби народів (1997)
- Диплом 5-го фестивалю сучасної естрадної пісні «Обрій» за тексти пісень та творчу роботу з дітьми і молоддю (2001)
- Грамота управління культури Миколаївської облдержадміністрації за внесок у розвиток національної літератури (2004)
- Подяка мера м. Києва за внесок у розвиток української культури (2004)
- Грамота Миколаївської обласної ради «За вагомий внесок у духовний і культурний розвиток Миколаївщини» (2014)